# Robert Hetzron
Robert Hetzron (nascut Herzog, 31 de desembre del 1937 – 1997) va ser un lingüista hongarès que enfocà la seva investigació en les llengües afroasiàtiques, especialment en la família etiòpica en general i en les gurage en particular.

## Publicacions
- 1969: The Verbal System of Southern Agaw. Berkeley i Los Angeles: University of California Press. (tesi Ph.D.).
- 1972: Ethiopian Semitic: studies in classification. Manchester.
- 1977: The Gunnän-Gurage Languages. Nàpols: Istituto Orientale di Napoli.
- 1996: "The two futures in Central and Peripheral Western Gurage", in G. Hudson (ed.) Essays on Gurage language and culture : dedicated to Wolf Leslau on the occasion of his 90th birthday, Wiesbaden: Harrassowitz, p. 101-109.
- 1997: (ed.) The Semitic languages. Londres: Routledge.
- 2000: (amb Berhanu Chamora) Inor. Múnic: Lincom Europa.